# Fürstengrab von Greding
Das Großhöbinger Fürstengrab oder Fürstengrab von Greding ist ein archäologischer Fundplatz in Bayern.

## Fundgeschichte
Der Bau der Schnellfahrstrecke Nürnberg–Ingolstadt machte große Erdbewegungen notwendig. Dadurch kamen mehrere archäologische Funde zum Vorschein.
Unter anderem war es notwendig, die Brücke der Staatsstraße 2227 über die A9 in der Nähe des Gredinger Gemeindeteiles Großhöbing so zu vergrößern, dass diese auch die Neubaustrecke überspannt. Hierfür wurden die Brücke 350 m nach Nordwesten verschoben und der Anschluss der Staatsstraße 2391 verändert. Beim Bau des Anschlusses stieß man zuerst auf ein hölzernes Wagenrad. Es war der erste derartige Fund in Bayern und der zweite in Süddeutschland. Danach wurde ein Feld von 200 Gräbern mit Skeletten und Beigaben aus dem frühen Mittelalter gefunden. In diesem wurde im November 1997 das Fürstengrab aus circa 700 nach Christus gefunden (Fundort). Leiter der Grabung war Martin Nadler. Durch die Kleidung und die Waffen konnte belegt werden, dass es sich um Gräber hochrangiger Personen handelte.
Die fünf Personen waren in zwei Eichensärgen zwei Meter unter der Erde begraben. Sie wurden wahrscheinlich gemeinsam  bei einem Ereignis ermordet. Die Kleidung wurde ihnen erst nach dem Tod angelegt. Alle tragen eine Tunika. Sie hatten Stichwunden und zertrümmerte Schädel. Die Stiefel waren nicht zum Laufen geeignet. Die links außen liegende Person ist die höchstrangige im Grab. Sie hatte einen Kragen aus Gold, welcher im Byzantinischen Reich hergestellt wurde. Der Mann hatte als einziger ein Schwert als Grabbeigabe. Die anderen vier Personen hatten einen Sax. Die Hände des Fürsten und seines Nachbarn waren ineinander verschränkt. Die drei anderen Personen hatten ebenfalls die Hände verschränkt.

## Präsentation des Fundes
Am 1. April 2012 wurde das Archäologie Museum Greding wiedereröffnet. Bei dem Gebäude handelt sich um eine 400 Jahre alte Brauerei, in welcher sich auch der Gasthof zur Post von Jakob Zierer befand. Als Höhepunkt der Ausstellung wird eine Rekonstruktion des Gredinger Fürstengrabes in einem glasüberdachten Innenhof bezeichnet. Die Gesichter wurden anhand der Schädelknochen rekonstruiert.Ausstellungsort